# John Bright
|  | Per a altres significats, vegeu «John Bright (desambiguació)». |

John Bright (Rochdale, Anglaterra, 16 de novembre de 1811 - 27 de març de 1889), va ser un polític britànic radical i liberal.

## Biografia
Va estar relacionat amb Richard Cobden en la constitució de la Lliga contra les lleis de cereals.
Va ser un dels oradors més grans de la seva generació, i un fort crític de la política exterior britànica. Va formar part de la Cambra dels Comuns des de 1843 fins a 1889.